# Sentinel 1B
Sentinel 1B – satelita obserwacji Ziemi, zbudowany dla Europejskiej Agencji Kosmicznej przez firmy Thales Alenia Space oraz Airbus Defence and Space w ramach programu Copernicus, drugi satelita serii Sentinel 1. Jako instrument obserwacyjny wykorzystuje radar z syntetyczną aperturą operujący na częstotliwości 5,045 GHz.
Satelita został wyniesiony na orbitę za pomocą rakiety Sojuz 2 startującej z kompleksu startowego ELS ulokowanego na terenie Gujańskiego Centrum Kosmicznego. Start nastąpił 25 kwietnia 2016 o 21:02 UTC. Wraz z satelitą Sentinel 1B został wyniesiony minisatelita MICROSCOPE oraz pikosatelity AAUSAT 4, E-st@r 3 i OUFTI-1.
Pierwszy obraz z satelity, przedstawiający lodowiec Austfonna w pobliżu Svalbardu, został odebrany 28 kwietnia 2016.